# Hemipeplus
Hemipeplus es un género de escarabajos perteneciente a la familia Mycteridae.
- Hemipeplus abditus
- Hemipeplus africanus
- Hemipeplus angustipennis
- Hemipeplus argentinus
- Hemipeplus australicus
- Hemipeplus bolivianus
- Hemipeplus chaos
- Hemipeplus dominicensis
- Hemipeplus glabratus
- Hemipeplus gounellei
- Hemipeplus grouvellei
- Hemipeplus insularis
- Hemipeplus klematanicus
- Hemipeplus longiscapus
- Hemipeplus madagascariensis
- Hemipeplus marginipennis
- Hemipeplus mexicanus
- Hemipeplus microphthalmus
- Hemipeplus miyamotoi
- Hemipeplus nuciferae
- Hemipeplus quadricollis
- Hemipeplus rodericensis
- Hemipeplus thomasi
- Hemipeplus tuberculatus